# Ivan Bukavšin
Ivan Aleksandrovič Bukavšin, noto in occidente come Ivan Bukavshin (in russo Иван Александрович Букавшин?; Rostov sul Don, 3 maggio 1995 – Togliatti, 12 gennaio 2016), è stato uno scacchista russo.
Ha ottenuto il titolo di Grande maestro nel giugno 2011, all'età di 16 anni. 
Tra i suoi risultati:
- 2006: vince il campionato europeo giovanile U12
- 2008: vince il campionato europeo giovanile U14
- 2010: 1º/3º nel campionato del mondo giovanile U16 di Halkidiki (140 giocatori)[1]
- 2013: 1º/11º nel Chigorin Memorial di San Pietroburgo (260 giocatori)[2]
- 2014: 1º/3º nel 13º Campionato del mondo universitario di Katowice[3]
- 2014: primo pari con Ivan Ivanišević nel Chigorin Memorial di San Pietroburgo[4]
- 2015: a Chanty-Mansijsk vince la Coppa di Russia[5]

Nel gennaio 2016 raggiunge il suo punteggio record di Elo (2 658 punti), che gli ha permesso di raggiungere la 92ª posizione al mondo.
È morto per un ictus, a soli 20 anni, il 12 gennaio 2016.